# نقل المعلومات
في مجال الاتصال عن بعد، يُمثل نقل المعلومات عملية نقل الرسائل التي تحتوي على معلومات المستخدم من مصدر إلى حوض البيانات عبر قناة اتصال. وبهذا المعنى، فإن نقل المعلومات يعادل نقل البيانات الذي يبرز فيه الجوانب العملية والتقنية بشكل أوضح.
وقد يكون معدل نقل المعلومات مساويا أو غير مساويا لمعدل ترميز نقل البيانات.
ويسمى نقل المعلومات الثنائي الاتجاه بتبادل المعلومات.

## المعنى غير التقني
وفي سياق غير تقني، يستخدم نقل المعلومات أحيانا للإشارة إلى نقل المعرفة أو التدريس.